# Nokia 6630
Nokia 6630 – model telefonu firmy Nokia, oparty na interfejsie użytkownika Series 60, z systemem operacyjnym Symbian OS 8.0a. Od swoich poprzedników (3650, 6600, 7610, 6670) różni się obsługą sieci 3G (możliwością wideo-rozmów) oraz dźwiękiem stereo.
Ma aparat-kamerę o rozdzielczości 1.3 mpix z możliwością kręcenia filmów o długości do 1 godziny, odtwarzacz plików MP3 (w stereo) oraz slot na karty pamięci RS-MMC-DV z możliwością wymiany bez potrzeby wyłączania telefonu.
Model 6630 ma procesor 220 MHz, ok. 10 MB pamięci RAM przeznaczonej dla użytkownika oraz 10 MB na dodatkowe procesy i zadania systemowe. Pozwala na uruchamianie gier z Nokii N-Gage. Ma również możliwość przełączania się między zadaniami (na przykład robienie zdjęć w trakcie słuchania MP3).

## Product Code
- Polska, standardowe oprogramowanie:

1) 0518129
2) 0518153
- Polska, Music Edition:

1) 0529582 - stylizacja ALUMINIUM GREY
2) 0529583 - stylizacja RUSTIC RED